# Jessica Collins (actrice, 1983)
Pour les articles homonymes, voir Jessica Collins et Collins.
Jessica Collins, née le 8 mars 1983 à San Antonio, est une actrice américaine.

## Biographie
Jessica Collins nait à San Antonio. Elle a cinq sœurs. Elle étudie au 'Tom C. Clark High School', puis au Juilliard School à New York. 
Elle interprète le rôle de l'assistante sociale Lizzie Miller dans la série The Nine : 52 heures en enfer. Elle joue également dans Les Experts et le film de Kathryn Bigelow : Zero Dark Thirty.
En 2021, elle fait partie de la distribution de la mini-série Clickbait, interprétant le rôle d'Emma Beesly.

## Filmographie

### Cinéma
- 2008 : The Loss of a Teardrop Diamond : Vinnie
- 2010 : Lulu at the Ace Hotel : Lady Lover
- 2013 : Zero Dark Thirty : Debbie
- 2016 : So B. It : Mama
- 2016 : The Free State of Jones : Annie

### Télévision
- 2005 : Ghost Whisperer (série TV) (1 épisode) : Zoe / Natalie Harper
- 2006  : New-York section criminelle : saison 5,épisode 5. Une vie par erreur : Nikki Newsome
- 2006-2007  : The Nine, 52 heures en enfer (série TV) (13 épisodes) : Lizzie Miller
- 2007 : The Man (Téléfilm) : Constance Brielle
- 2007-2008  : Les Experts (série TV) (3 épisodes) : Natalie Davis
- 2009 : The Good Wife (série TV) (1 épisode) : Danielle Raines
- 2010 : Rubicon (série TV) (13 épisodes) : Maggie Young
- 2010 : Blue Bloods (série TV) (1 épisode) : Becky Walenski
- 2012 : Dr House (série TV) (1 épisode) : Dr Elizabeth Lawson
- 2012 : Person of Interest (série TV) (1 épisode) : Abby Monroe
- 2013- 2014 : Revolution (série TV) (10 épisodes) : Cynthia
- 2016 : The Interstings (Téléfilm) : Cathy Kiplinger
- 2018 : For the People (série TV) (1 épisode) : La maîtresse de Stoller
- 2021 : Clickbait : Emma Beesly
- 2021 : Echo 3 (série TV) (1 épisode) : Amber Chesborough